# Guido Crosetto
Guido Crosetto (Cuneo, 19 settembre 1963) è un politico italiano, dal 22 ottobre 2022 ministro della difesa nel governo Meloni. È stato sottosegretario di Stato al Ministero della difesa nel governo Berlusconi IV.

## Biografia

### Origini e studi
Crosetto nasce in una famiglia di industriali piemontesi nel settore metalmeccanico (la Agrimec, oggi Crosetto s.r.l., produce dal 1937 rimorchi per l'agricoltura, ma in anni recenti ha espanso la propria attività ai settori immobiliare e turistico). Dopo le scuole superiori, tra il 1982 e il 1987 frequenta la facoltà di economia e commercio all'Università degli Studi di Torino. Interrompe gli studi non laureandosi e si iscrive alla sezione giovanile della Democrazia Cristiana a seguito della morte del padre. Ha destato poi polemiche il fatto che sul sito ufficiale della Camera dei deputati fosse riportato "laureato in economia e commercio". Crosetto a tal riguardo ha ammesso di aver raccontato una bugia.

### Prime attività politiche
Nel periodo di frequenza universitaria, entrò nella Democrazia Cristiana, in cui ricoprì l'incarico di segretario regionale del movimento giovanile e di responsabile nazionale della formazione, dal 1984 al 1990. A 25 anni divenne consigliere economico del Presidente del Consiglio Giovanni Goria.
Crosetto è stato sindaco di Marene (CN) dal 1990 al 2004, eletto sempre come indipendente nella lista civica, da lui creata, "Insieme per Marene". Nel 1999 viene candidato alla Presidenza della provincia di Cuneo, come indipendente, da Forza Italia. Arriva al ballottaggio contro il Presidente uscente candidato del centrosinistra, l'ex democristiano Giovanni Quaglia, ma non viene eletto. Mantiene la carica di consigliere provinciale di Cuneo dal 1999 al 2009, ricoprendo l'incarico di capogruppo di Forza Italia. Si iscrive a Forza Italia nel 2000. Ha presieduto la conferenza dei sindaci dell'ASL Savigliano-Saluzzo-Fossano dal 1993 al 1997.

### Deputato di Forza Italia e del PdL

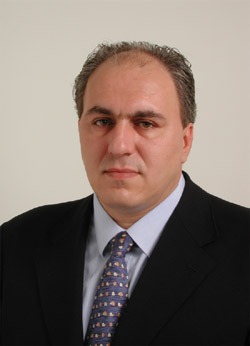
Crosetto eletto alla Camera dei deputati nel 2001

Alle elezioni politiche del 2001 Crosetto viene candidato alla Camera dei deputati nel collegio elettorale di Alba, sostenuto dalla coalizione di centro-destra Casa delle Libertà in quota forzista, dove viene eletto deputato con il 49,44% dei voti. Nella XIV legislatura della Repubblica è stato componente della 5ª Commissione Bilancio, tesoro e programmazione, della Commissione per la vigilanza sulla Cassa Depositi e Prestiti, della Commissione parlamentare d'inchiesta sull'affare Telekom-Serbia e della Commissione parlamentare di Vigilanza Rai.
È stato, assieme a Carlo Petrini, uno dei fondatori dell'Università degli Studi di scienze gastronomiche nel 2003.
Alle politiche del 2006 viene ricandidato alla Camera, tra le liste di Forza Italia nella circoscrizione Piemonte 1 in terza posizione (dietro a Silvio Berlusconi e Giulio Tremonti), venendo rieletto a Montecitorio. Nel corso della XV legislatura ha fatto nuovamente parte della 5ª Commissione Bilancio della Camera.
Alle elezioni politiche del 2008 viene ricandidato alla Camera, nella medesima circoscrizione in terza posizione (dietro a Berlusconi e Gianfranco Fini) tra le liste del Popolo della Libertà (lista elettorale che raccoglie principalmente Forza Italia e Alleanza Nazionale), venendo riconfermato deputato.
All'interno di Forza Italia ricopre gli incarichi di Responsabile nazionale per il credito e l'industria e, dal 2003, coordinatore regionale in Piemonte fino alla confluenza nel 2009 all'interno del Popolo delle Libertà (PdL), dove fino al suo abbandono nel 2012 è stato membro del Consiglio nazionale e della direzione.

### Sottosegretario di Stato alla difesa
Con la vittoria di Berlusconi e del centro-destra alle politiche del 2008, diventa sottosegretario di Stato al Ministero della difesa nel quarto governo Berlusconi e affiancando il ministro AN Ignazio La Russa. Durante il suo mandato, a partire dal 2010, ha assunto posizioni molto dure contro la politica economica del ministro Giulio Tremonti. A luglio 2011, a seguito della prima manovra finanziaria, che ha definito "da psichiatra", ha guidato una protesta interna al PdL, contestando duramente le scelte di Tremonti e del governo. Si è distinto, inoltre, per le posizioni critiche verso alcune regole europee e contro le politiche monetarie della BCE. Fu uno dei pochissimi parlamentari a votare contro il patto di bilancio europeo e il MES, in dissenso dal gruppo e con dichiarazione personale in aula. Quando il PdL decise di appoggiare il governo Monti, Crosetto dissentì votando contro la maggior parte dei provvedimenti di quel governo.

#### Presidente dell'aeroporto di Cuneo
Il 4 settembre 2012 viene nominato all'unanimità presidente dell'Aeroporto di Cuneo-Levaldigi dal CdA della società di gestione, prendendo il posto di Guido Botto. L'assemblea degli azionisti della società che gestisce Levaldigi, la GEAC SpA, gli ha affidato nella stessa seduta anche l'incarico di amministratore delegato al posto di Gian Pietro Pepino il cui mandato è scaduto, che avrebbe ricoperto il nuovo ruolo di direttore generale.
A seguito della denuncia da parte degli esponenti di Radicali Italiani per incompatibilità tra i due incarichi, dato che la legge non consente a un parlamentare la presidenza di un aeroporto nazionale, a poco più di un mese dalla nomina si è dimesso dalla carica ricoperta in ambito aeroportuale, rimanendo deputato alla Camera.

### Cofondatore di Fratelli d'Italia

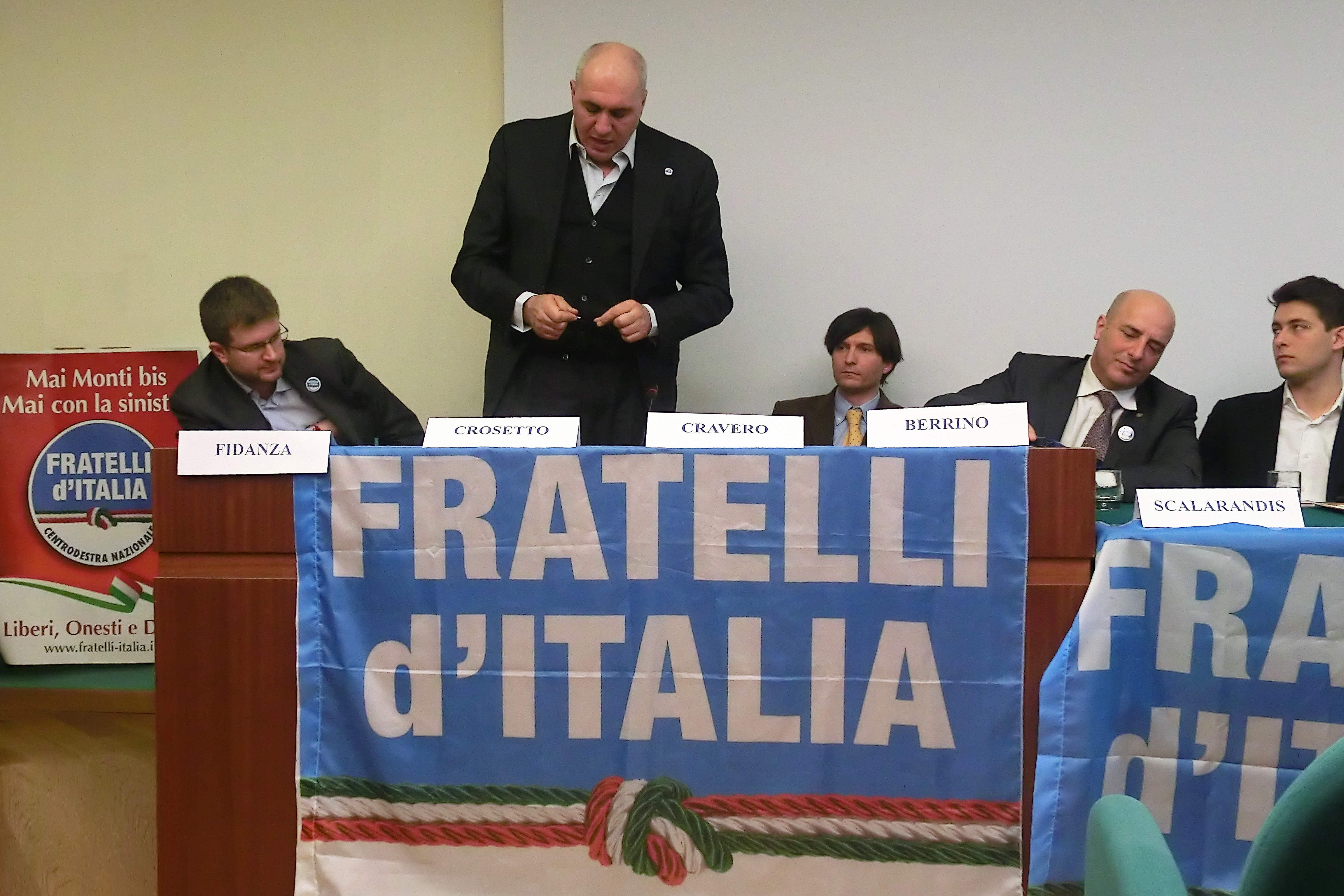
Guido Crosetto (in piedi) insieme a Carlo Fidanza (a sinistra) il 9 febbraio 2013 durante la campagna elettorale di Fratelli d'Italia a Sanremo per le elezioni politiche del 2013

Nel corso del 2012 prende sempre più una posizione di dura critica e di distacco dal governo Monti, nutrendo forti e accesi dissapori anche sull'ipotesi della ridiscesa in campo di Berlusconi, a differenza di altri colleghi di partito. Ciò provoca una spaccatura all'interno del PdL che lo porta, il 20 dicembre, a creare il nuovo movimento politico conservatore italiano Fratelli d'Italia, insieme agli ex ministri di AN Giorgia Meloni e Ignazio La Russa. Fratelli d'Italia si coalizza comunque con il Popolo della Libertà e con la Lega Nord nella coalizione di centro-destra per cercare di rinnovare e rivitalizzare tale area politica: candidato per un seggio al Senato nelle liste di Fratelli d'Italia, alle elezioni politiche del 2013 non viene rieletto perché il partito non supera la soglia di sbarramento del 3%; nello stesso periodo Crosetto ricopre il ruolo di presidente pro-tempore di Fratelli d'Italia in vista del primo congresso nazionale. Da aprile 2013 fino al marzo 2014 è poi coordinatore del partito.
Alle elezioni regionali in Piemonte del 2014 viene candidato alla presidenza della Regione per Fratelli d'Italia - Alleanza Nazionale, piazzandosi quarto con il 5,25% dei voti e non entrando in consiglio regionale.
Si candida anche alle elezioni europee del maggio 2014 nella Circoscrizione Italia nord-occidentale (che raccoglie i collegi di Lombardia, Piemonte, Liguria e Valle d'Aosta) per FdI dove con 30 000 preferenze risulta il primo, dopo la Meloni candidata capolista in tutta Italia, ma il 3,7% del partito non consente a FdI di eleggere rappresentanti in Europa.

### Presidente di AIAD e breve ritorno in Parlamento
Nel settembre 2014 Guido Crosetto lascia l'impegno politico e viene nominato presidente della Federazione aziende italiane per l'aerospazio, la difesa e la sicurezza (AIAD) di Confindustria e nello stesso anno diventa Senior Advisor di Leonardo.
Nel dicembre 2017 ricompare sulla scena politica partecipando al Congresso di Fratelli d'Italia. Il 28 gennaio 2018 Giorgia Meloni annuncia il ritorno di Crosetto come coordinatore di Fratelli d'Italia e la sua candidatura come capolista alla Camera nelle circoscrizione Piemonte 1, Piemonte 2 e Lombardia 3 per le elezioni politiche del 4 marzo. Viene rieletto deputato nella circoscrizione Lombardia 3.
Crosetto è membro del Comitato Direttivo dell'Istituto Affari Internazionali, centro studi che si occupa di politica estera fra i più importanti d'Italia. Fino al maggio 2018 è consulente di Elt SpA, azienda che fa parte del gruppo Elettronica.
Il 23 maggio presenta le dimissioni da deputato per tornare a svolgere a tempo pieno il ruolo di presidente dell'AIAD (anche perché i due ruoli sono incompatibili) ma il 17 ottobre la Camera respinge la sua richiesta con 285 voti contrari e 187 favorevoli. Le sue dimissioni vengono tuttavia accettate il 13 marzo 2019 a seguito di una nuova votazione. Al suo posto subentra Lucrezia Mantovani. Si dimette quindi anche da coordinatore nazionale del partito.
Nell'aprile del 2020 viene nominato presidente di Orizzonte Sistemi Navali (OSN), impresa creata come joint venture tra Fincantieri e Leonardo e specializzata in sistemi ad alta tecnologia per le navi militari e di gestione integrata dei sistemi d’arma.
Nell'agosto del 2020, a poche settimane dal referendum costituzionale sul taglio del numero di parlamentari legato alla riforma avviata dal governo Conte I guidato dalla Lega assieme al Movimento 5 Stelle e concluso dal governo Conte II guidato dalla coalizione tra M5S e Partito Democratico, Crosetto annuncia il suo voto contrario, in dissidenza con la linea ufficiale di Fratelli d'Italia, schierato per il "Sì".
Il 26 gennaio 2022 viene scelto da Fratelli d'Italia come candidato di bandiera al III scrutinio delle elezioni del Presidente della Repubblica Italiana, ricevendo 114 voti, 51 in più dei grandi elettori del partito.
Crosetto risulta essere azionista di sei società in Italia: una, la Csc & Partners, fondata nel 2021 a Roma, è un gruppo di pressione, del quale Crosetto è l'amministratore unico con il 50% delle quote (la restante parte è in mano al figlio Alessandro e alla compagna Graziana Saponaro): dopo le politiche del 2022, Crosetto deciderà di liquidare la società "perché nessuno possa fare illazioni adesso che una mia amica [Giorgia Meloni], che fino a due giorni fa non contava, conterà." Delle altre cinque società di cui è socio, tre, di cui possiede il 28%, si occupano di attività turistiche offrendo servizi di bed & breakfast e Crosetto le possiede insieme a Giuseppe Favalli, Giuliano Giannichedda e due imprenditori del settore, i fratelli Giovanni e Gaetano Mangione, una è un'agenzia di viaggi di un amico che dal 2021 è amministrata da un curatore fallimentare e di cui possedeva il 10%, e un'altra è uno studio contabile piemontese di cui possiede il 25%. Il 21 ottobre 2022 annuncia che lascerà anche queste altre aziende: "Liquiderò ogni mia società (tutte legittime). Rinuncio al 90% del mio attuale reddito".

### Ministro della difesa

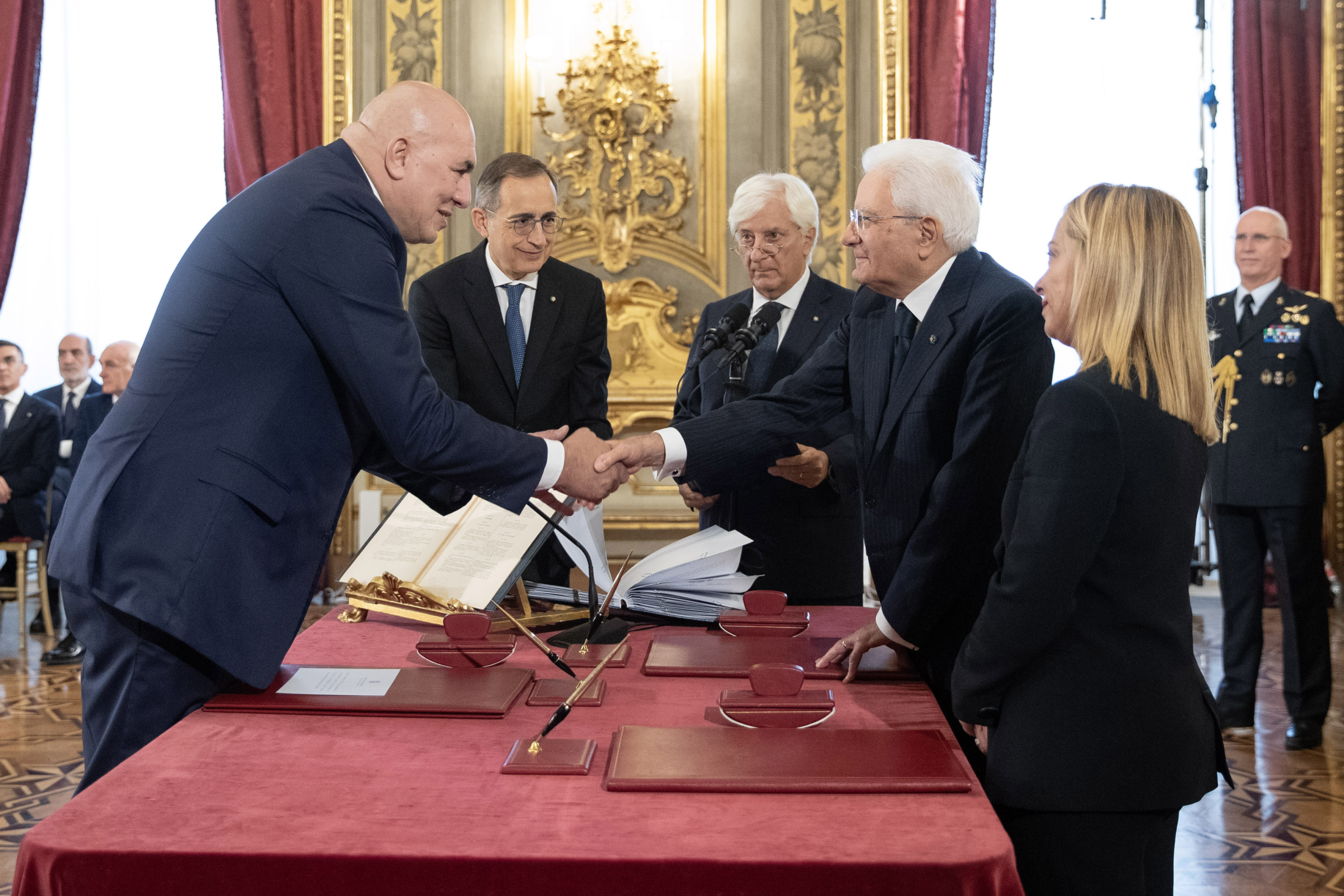
Crosetto stringe la mano al Presidente Mattarella in occasione del giuramento come Ministro della difesa nel governo Meloni, 22 ottobre 2022

Con la vittoria della coalizione di centro-destra alle elezioni politiche del 2022, dove Fratelli d'Italia risulta il primo partito in Italia, e il successivo incarico di formare un governo affidato a Giorgia Meloni, il 21 ottobre 2022 Crosetto è stato indicato quale ministro della difesa. Il giorno successivo ha giurato nelle mani del Presidente della Repubblica Sergio Mattarella come Ministro della difesa nel governo Meloni, mentre il 23 ottobre prende parte al primo Consiglio dei ministri.

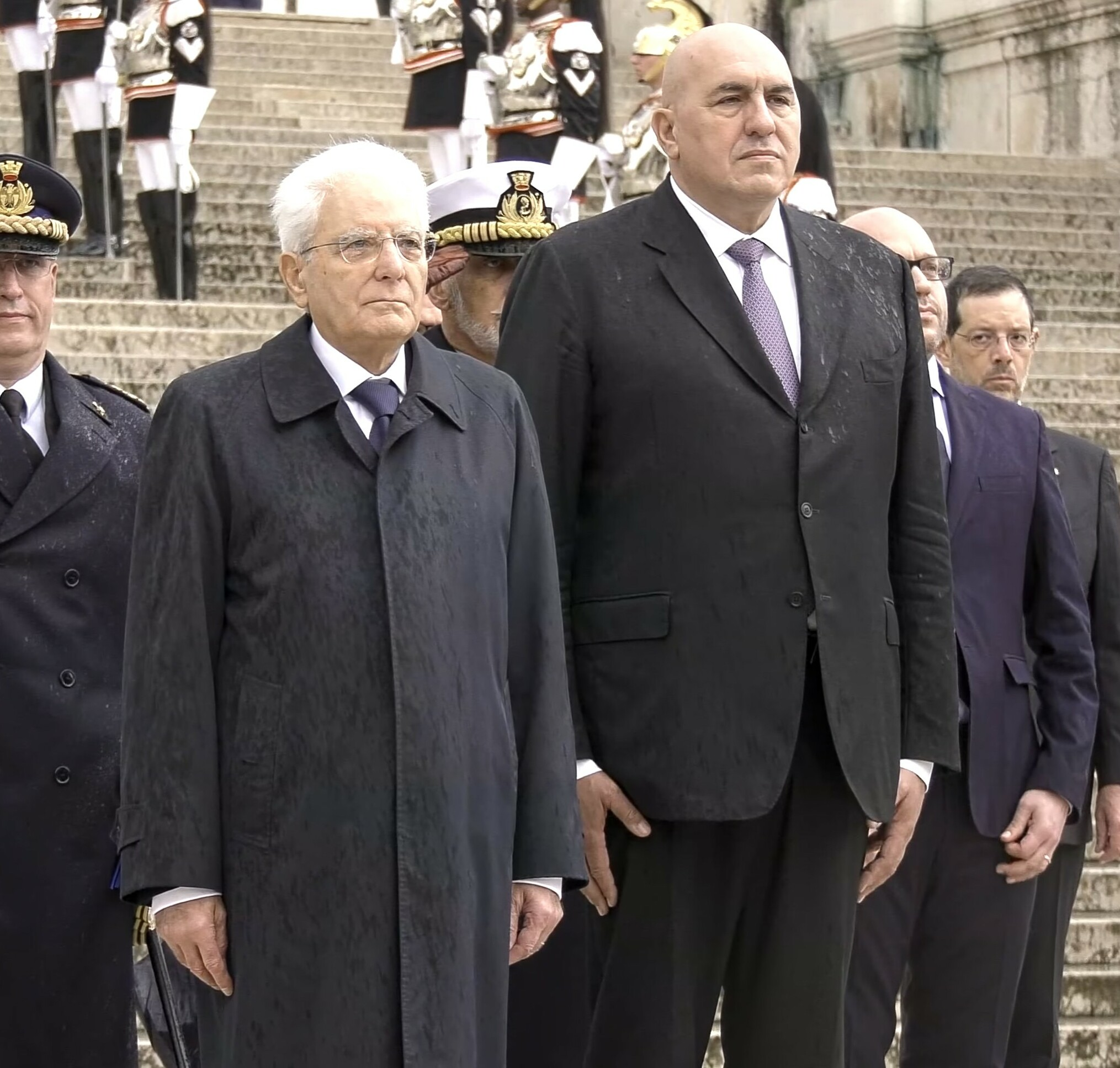
Guido Crosetto con Sergio Mattarella durante la Giornata dell'Unità nazionale e delle Forze armate del 2022

A novembre 2022 è stato in spedizione con il ministro degli affari esteri Antonio Tajani nei Balcani per promuovere un accordo tra Kosovo e Serbia, a seguito dell'aumento delle tensioni tra i due Paesi.
A marzo 2023, secondo l'intelligence italiana, il gruppo Wagner avrebbe messo su Crosetto una taglia di 15 milioni di dollari. Nello stesso periodo Crosetto ha sostenuto che l'aumento dell'immigrazione clandestina attraverso il Mediterraneo fosse frutto di una strategia di guerra ibrida da parte del gruppo paramilitare russo.

## Vita privata
È stato sposato con Kamila, una pallavolista originaria della Repubblica Ceca da cui ha avuto un figlio nel 1997. Si è risposato con Gaia Saponaro, pugliese, con la quale ha due figli.